# Lago Leech
El lago Leech (del inglés: Leech Lake) es un lago de Estados Unidos situado en el centro norte del estado de Minnesota. Está al sureste de la ciudad de Bemidji, ubicado principalmente en la reserva india Leech Lake y completamente dentro del bosque nacional Chippewa. Con una superficie de 416,61 km², es el tercer lago más grande de Minnesota y el 26.º del país; tiene 314 km de costa y una profundidad máxima de 48 m. Se utiliza como embalse, ya que tiene regulado su nivel mediante una presa.

## Historia

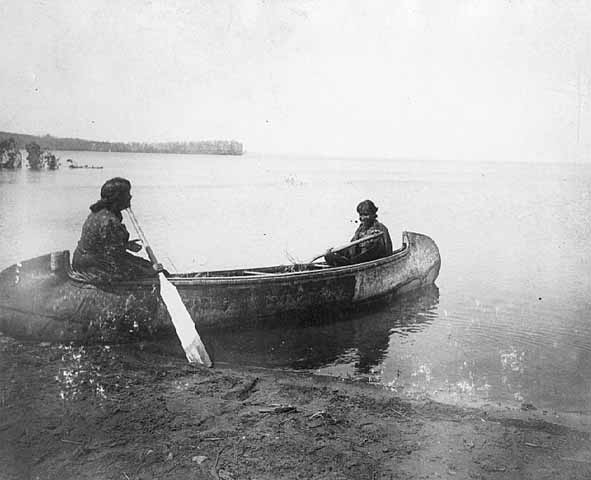
Nativa ojibwa en canoa en el lago Leech

En los primeros mapas, el lago Leech fue identificado en francés como «lac Sangsue» (lago sanguijuela), a partir de la lengua ojibwe Ozagaskwaajimekaag-zaaga'igan (lago abundante con sanguijuelas). Este nombre luego fue traducido al inglés dando su nombre actual.
En 1855, se estableció en la orilla sur del lago Leech una reserva india Leech Lake junto con otros dos reservas indias en la zona próxima. En 1936, esas tres reservas y otras dos más, se fusionaron las cinco para formar la actual Gran reserva india de Leech Lake (Greater Leech Lake Indian Reservation) que abarca todo el lago Leech.
El 5 de octubre de 1898 el lago Leech fue escenario de un conflicto entre los ojibwe y las tropas federales de los Estados Unidos, la batalla de Sugar Point. Un tiroteo estalló entre el 3rd U.S. Infantry Regiment y la Leech Lake Band of Ojibwe después de que uno de los soldados enviados para atrapar un contrabandista disparase por error su rifle. Oscar Burkard  recibió la Medalla de Honor en la 21 de agosto de 1899 por su participación en la batalla.

## Hidrología

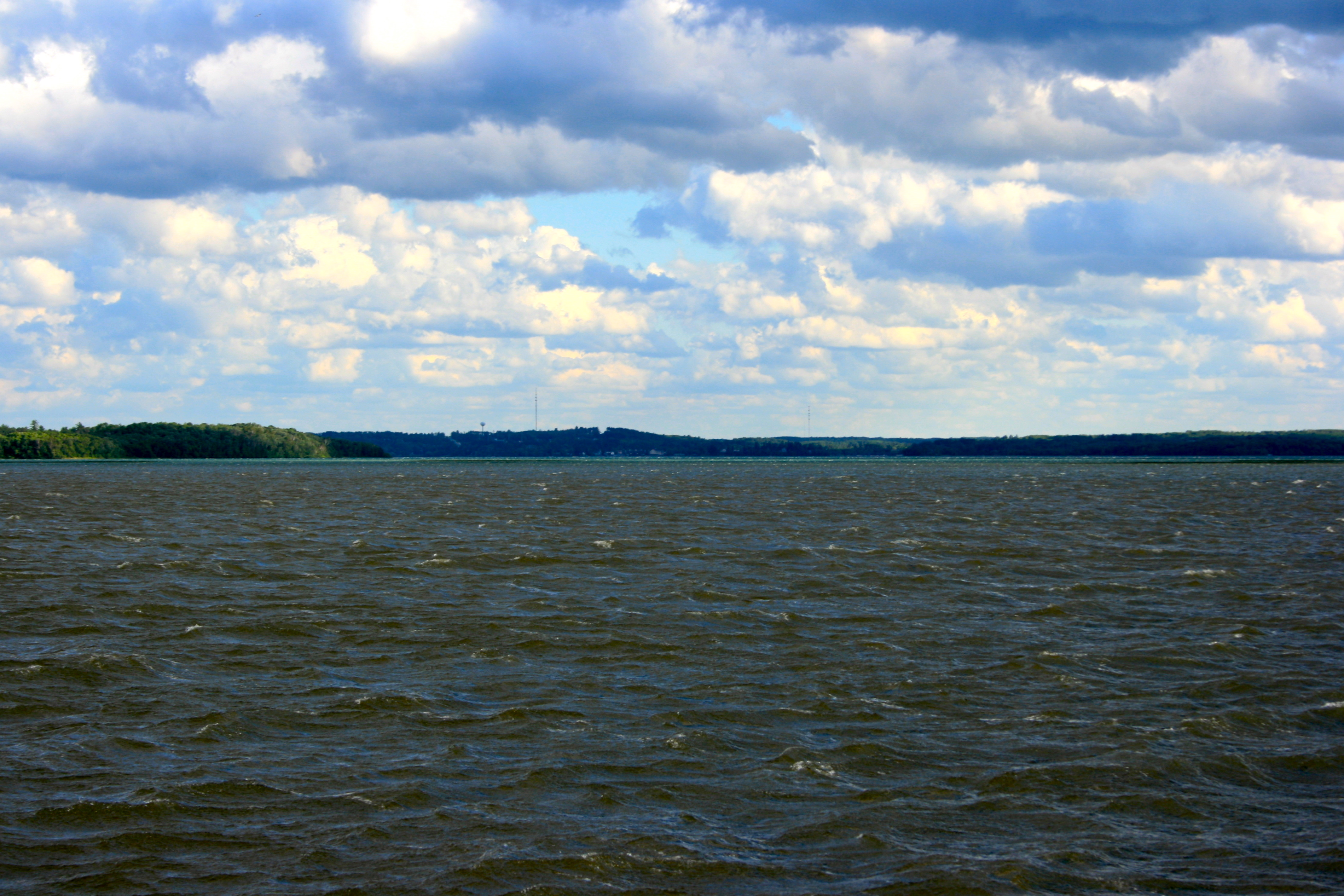
Walker Bay y The Narrows, mirando al sur desde Oak Point

El lago tiene una forma muy irregular, con varios entrantes y ramales, como las bahías Protridge, Bay, Sucker, Traders, Steamboat, Walker y Agency.  La larga y estrecha Shingobee Bay, en su extremo sur, es parte del lago Leech. Shingobee Bay, y la adyacente Walker Bay, cuentan con algunas de las partes más profundas en todo el lago. 
El lago Leech desagua a través del río Leech Lake, que desemboca en el río Misisipí. La única salida del río lago Leech está controlado por una presa para regular el nivel de agua del lago. El lago Leech tiene siete entrantes principales, los ríos Steamboat, Benedict, Shingobeeel y Boy y los arroyos Portage Lake, Sucker y Bishop. También hay nueve entradas menores que desembocan en Leech Lake.

### Islas

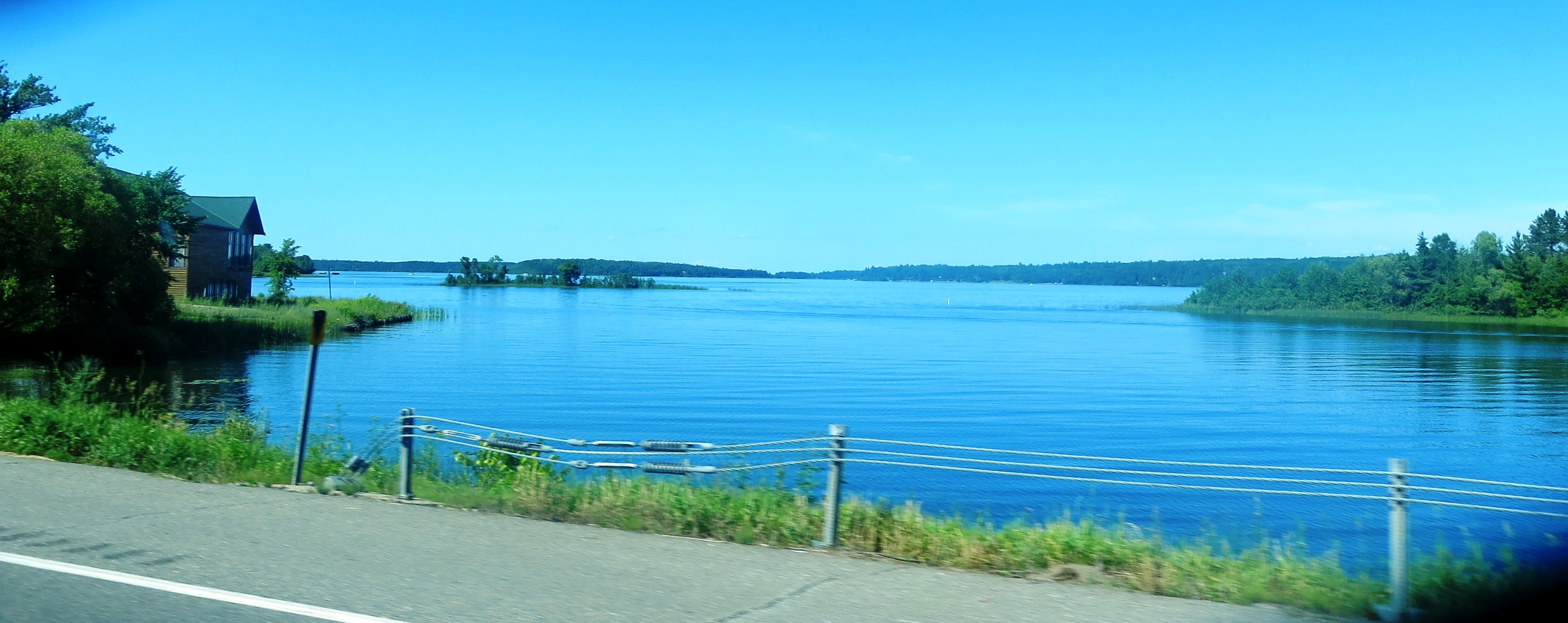
Isla Shingobee en la bahía Walker

El lago Leech tiene once islas que cubren un total de 1.617 acres de tierra. La siguiente lista está en orden de mayor a menor:
- isla Bear
- isla Minnesota
- isla Pelican
- isla Headquarters Bay
- isla Big Pipe
- isla Goose
- isla Bog (Duck)
- isla Narrows
- isla Little Bear
- isla Little Pelican
- isla Gull
- isla Shingobee

### Ciudades

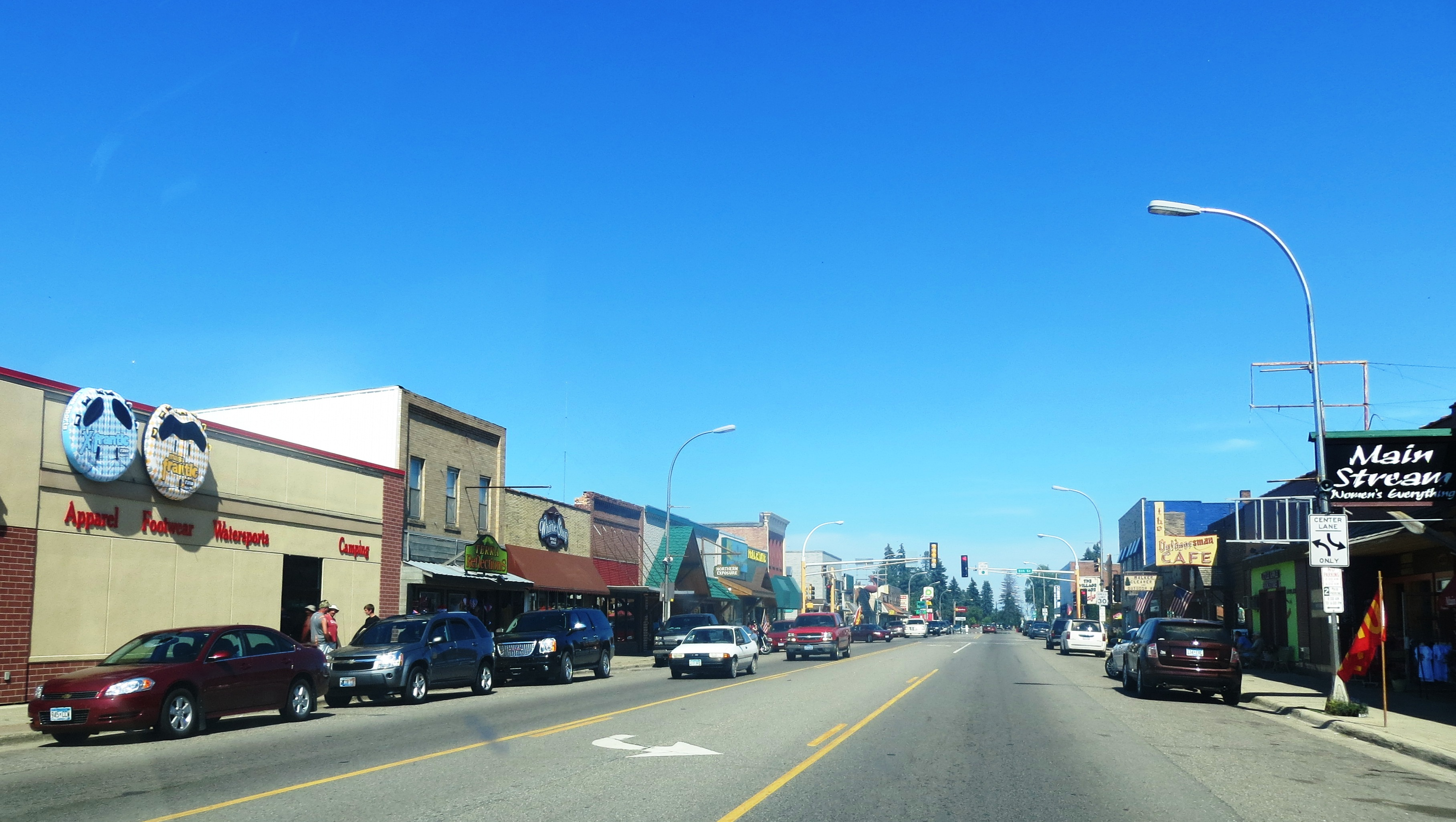
Walker, mirando hacia el este por Main Street

- Leech Lake Township
- Remer
- Federal Dam
- Whipholt
- Walker
- Onigum

## Ecología

### Vida acuática
El lago Leech es un popular destino de pesca deportiva y se pescan muchos especies diferentes. El récord estatal de corégono de lago (12 libras, 4.5 onzas) y de perca sol (1 lb, 5.6 oz) fueron ambos pescados aquí en 1999. Las principales especies son:
- Black Crappie
- Bowfin (peces perro)
- Bluegill
- Pez gato marrón
- Catfish
- Eelpout
- Híbrido Sunfish
- lubina negra o perca americana
- Muskellunge
- Lucio europeo
- perca sol
- Rock Bass
- Perca canadiense
- Tullibee (cisco)
- Walleye
- White Sucker
- Yellow Bullhead
- Perca amarilla

### Águilas

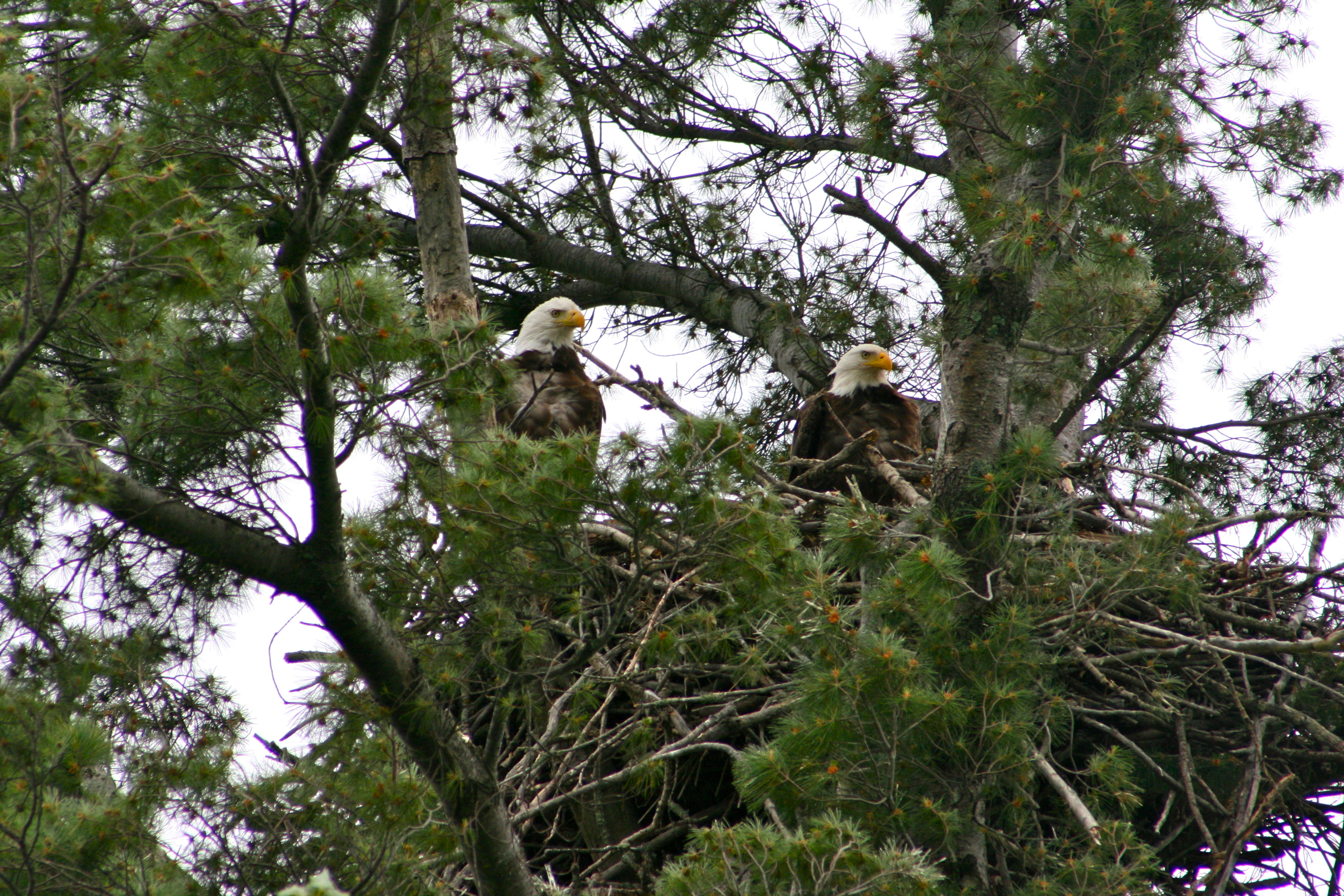
Dos águilas calvas adultas anidan en las costas de Oak Point

El lago Leech y el bosque nacional de los alrededores es el hogar de una gran población de águilas calvas.  Se sabe que regresan a sus mismos nidos cuando maduran. Las poblaciones han aumentado en las últimas décadas.

### Vegetación
- Arroz silvestree

Crece en las aguas poco profundas del lago Leech, emergiendo a través de más de 4.000 acres de agua. El arroz silvestre es un cultivo valioso para la comunidad del lago Leech.
- Juncos

La hierba como las plantas que crecen en el agua, puede alcanzar una longitud de alrededor de tres metros. Estas plantas son un importante recurso alimenticio para la vida acuática en el lago Leech.

### Especies invasoras
- Lythrum salicaria

También conocido como Purple Loosestrife.  Esta es una planta invasora que se hace cargo de las costas de lagos y pantanos, reemplazando a la totora y otras plantas nativas de los humedales. Purple Loosestrife no proporciona una fuente suficiente de alimentos, área de nidificación, o cubierta para los animales nativos. Una planta puede producir alrededor de dos millones de semillas al año, y se propaga rápidamente a través de los sistemas acuáticos.
- Typha angustifolia

Conocida como la espadaña de hoja estrecha, esta planta invasora es capaz de crecer en aguas más profundas (en comparación con sus contrapartes nativas). La espadaña de hoja estrecha compite con la nativa Typha latifolia (espadaña de hoja amplia ) y otras plantas nativas a lo largo del lago Leech.

## Uso recreativo
Cada febrero, el lago Leech es el hogar del International Eelpout Festival. El puchero de anguila, también conocida como la lota, rara vez se ve en el lago Leech, excepto en invierno, cuando es muy abundante. Los eventos incluyen una cena de gala, bolos de hielo y un concurso para ver quién puede coger la mayor anguila de puchero .